# Blåsut (tunnelbanestation)
Blåsut är en station inom Stockholms tunnelbana på T-bana 1 (gröna linjen), linje 18, Farsta strand–Alvik. Den är belägen i Söderort inom Stockholms kommun 3,6 kilometer från Slussen och togs i bruk den 1 oktober 1950. Det är en utomhusstation med en plattform och med en biljetthall i södra änden.
Namnet är taget från krog som låg vid ett skogvaktarboställe, nuvarande Blåsutvägen. Blåsut var under 1800-talet ett vanligt namn på blåsiga och vindpinade platser.
2008 invigdes stationens konstnärliga utsmyckning, utförd av Ann Edholm, med element som "fartränder", gestaltade av svart och vitt kakel, samt "en abstrakt komposition, som kan associera till ett ansikte".

## Bilder

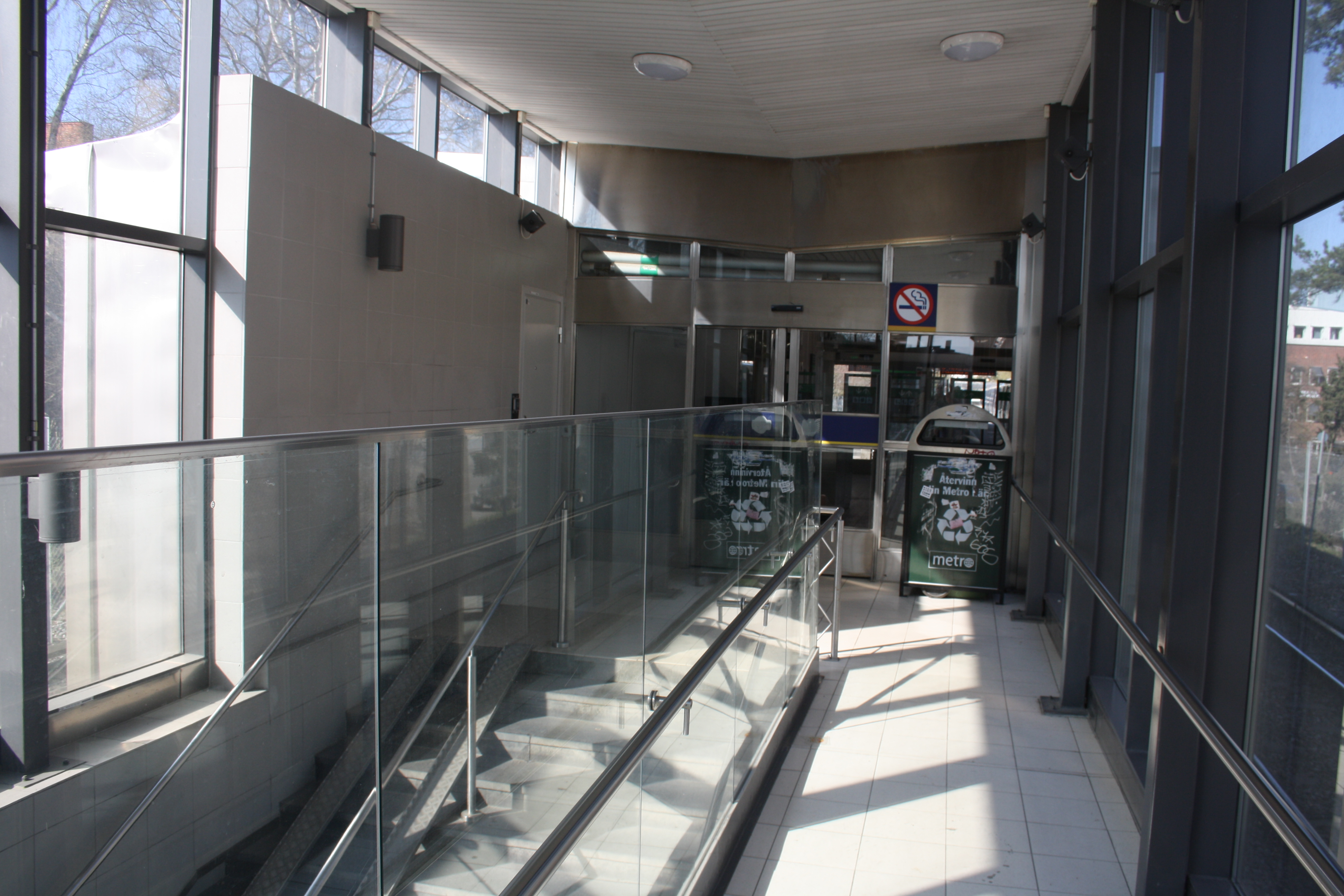
Ingång
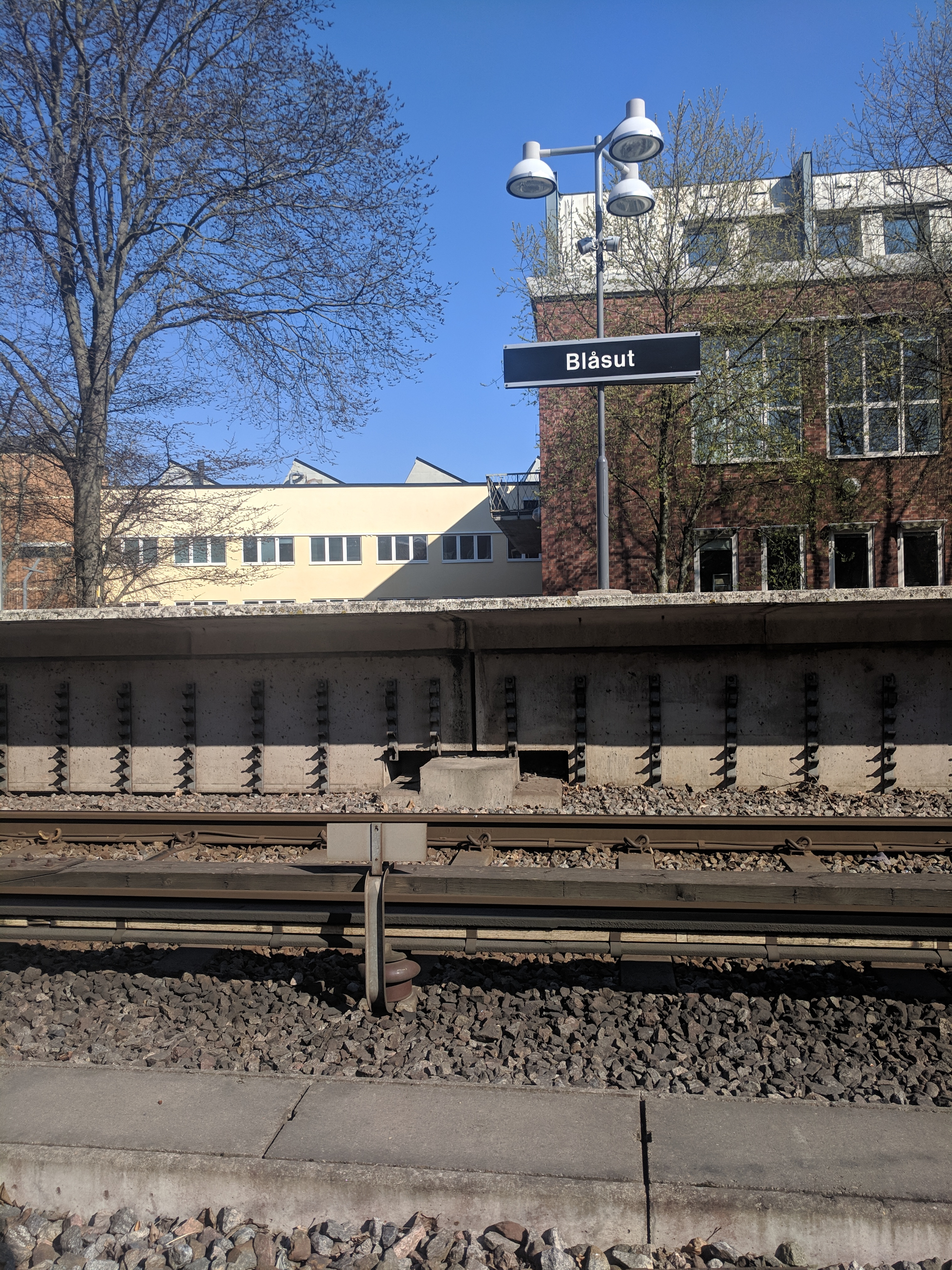
Stationen med perrong
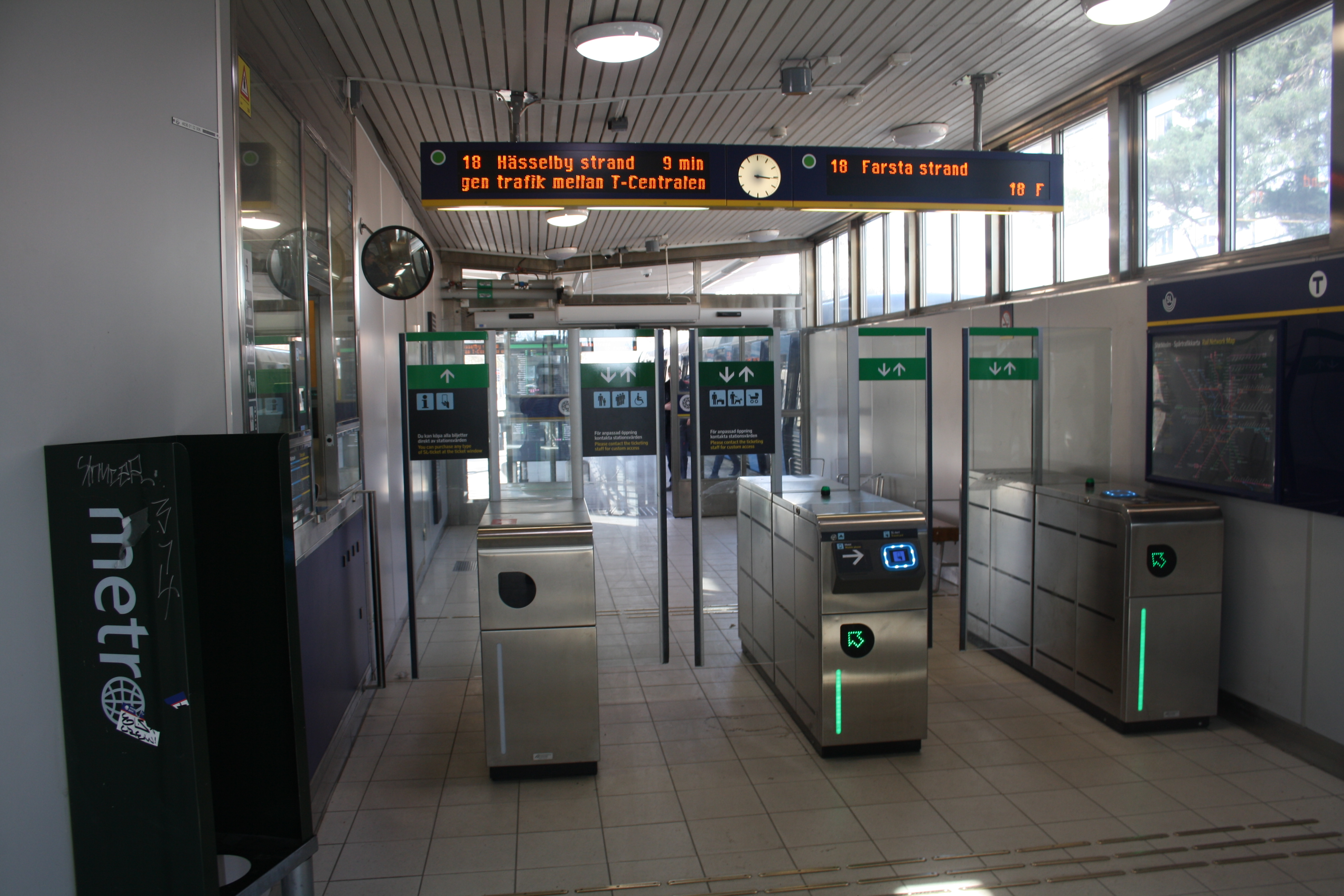
Biljetthallen
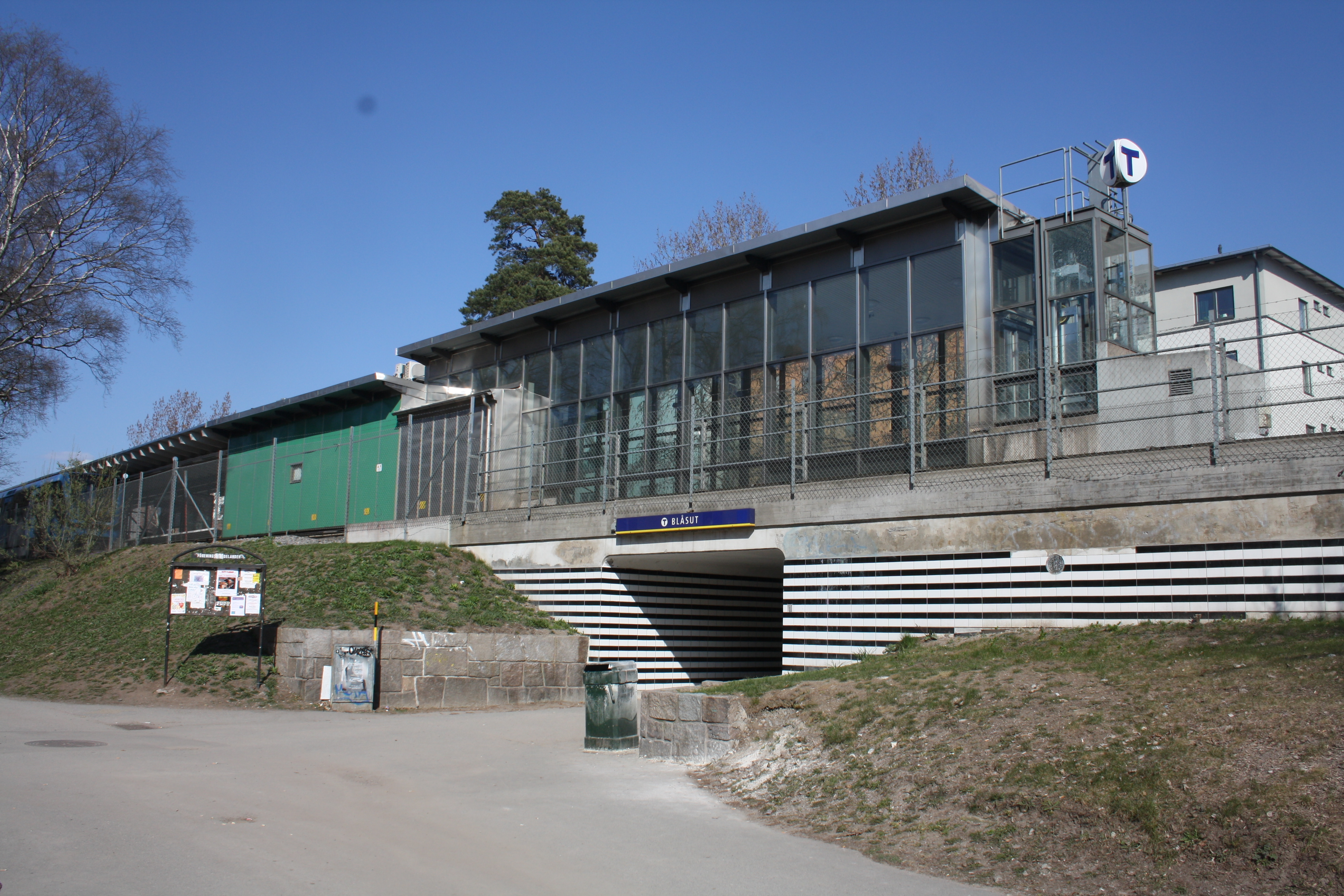
Stationshuset
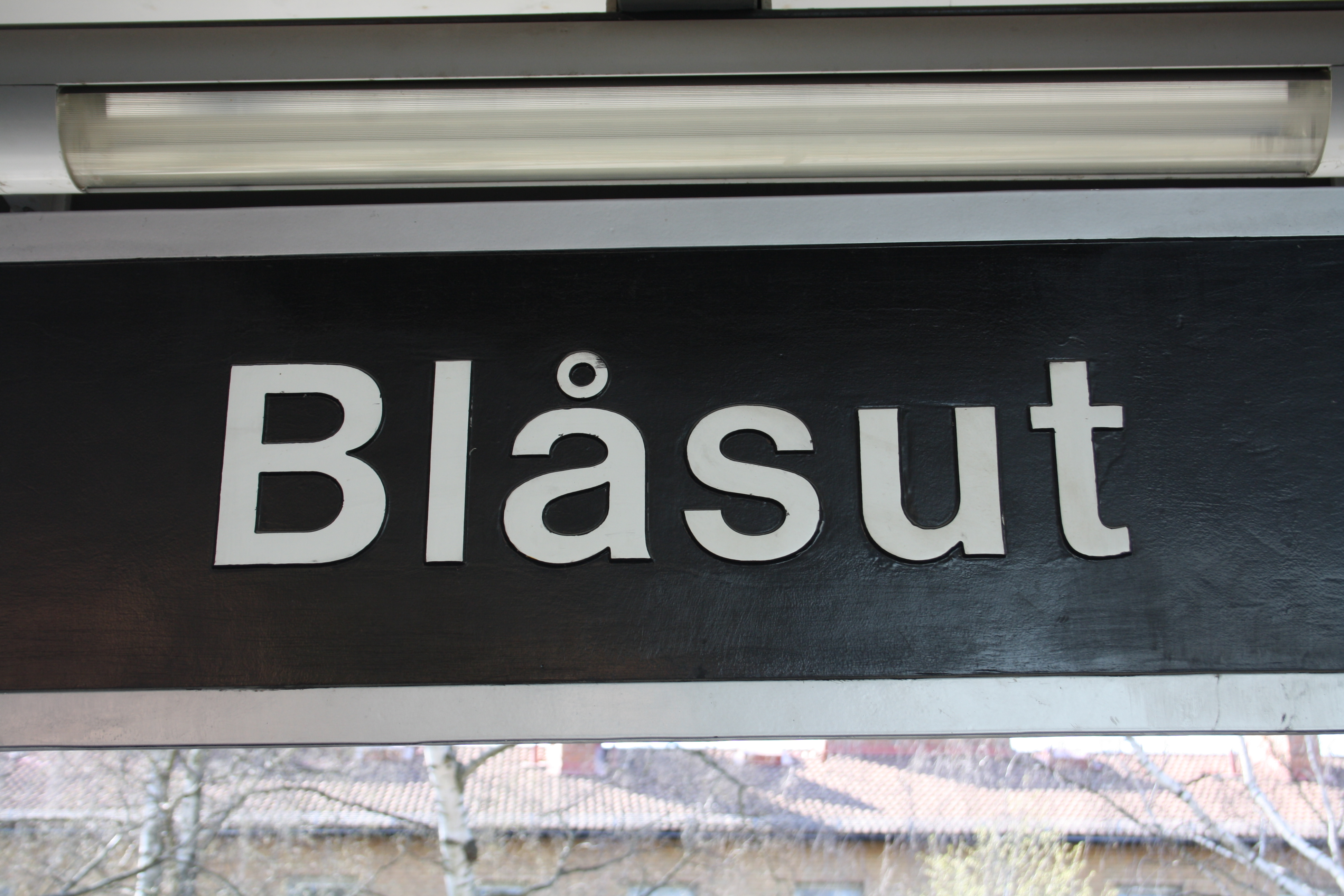
Stationsskylt
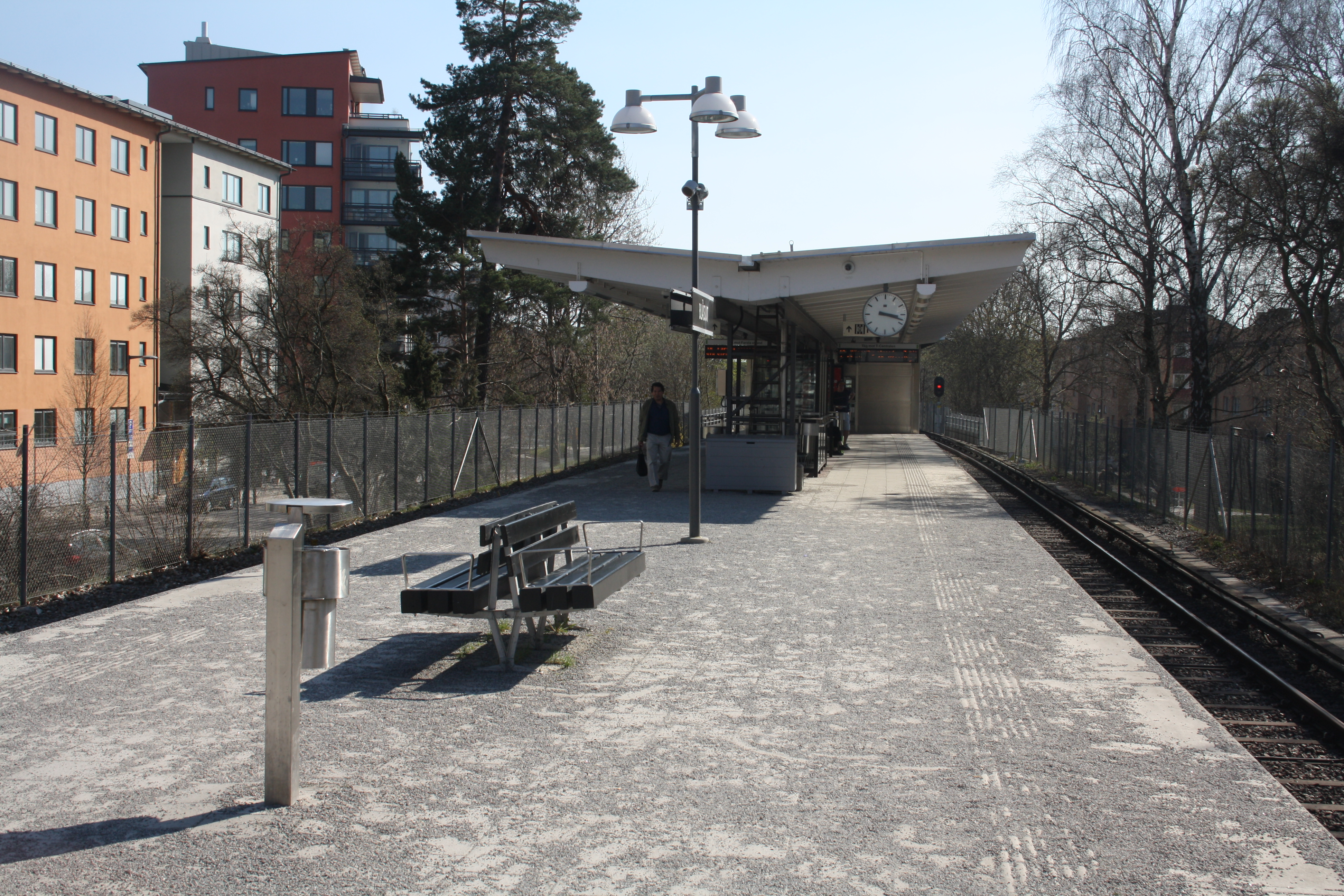
Perrongen